# Detektivski film
Detektivski film je podžanr večje skupine kriminalnih filmov. Film tako spremlja prizadevanja detektiva oz. preiskovalca, ki raziskuje skrivnostne okoliščine, povezane s storjenim zločinom ter s pomočjo razbranih sledi, preiskave in dedukcije ugotovi storilca zločina.
Za prvi detektivski film velja Zbegani Sherlock Holmes iz leta 1900 in sicer zaradi vključitve lika Sherlocka Holmesa. 